# توان محمد فيم
توان محمد فيم هو لاعب كرة قدم ماليزي في مركز الدفاع، ولد في 21 يوليو 1991 في كوتا بهارو في ماليزيا. لعب مع نادي كلنتن.

## وصلات خارجية
- توان محمد فيم على موقع Soccerway.com (الإنجليزية)